# Мекси, Александер
Александер Мекси (алб. Aleksandër Meksi; род. 8 марта 1939, Тирана) — албанский политик и государственный деятель, один из основателей Демократической партии, первый премьер-министр посткоммунистической Албании в 1992—1997 годах. Один из ведущих организаторов албанских реформ. Известен также как учёный-археолог и историк архитектуры.

## Учёный
Родился в семье учителя истории. Окончил инженерный факультет Тиранского университета по курсу гражданского машиностроения. С 1960 по 1962 работал инженером-строителем. Затем сменил специальность, занялся реставрацией исторических архитектурных памятников. Опубликовал несколько работ об истории средневековой албанской архитектуры.
В 1980—1990 Александер Мекси возглавлял албанский Центр археологических исследований. В 1988 получил учёную степень доктора наук. С 1995 — профессор истории.
В 1965 стажировался в Римском университете — при том, что в годы правления Энвера Ходжи выезд за рубеж для албанцев был крайне ограничен. В 1989—1990 преподавал по приглашению в Марбургском университете ФРГ.
В период коммунистического режима Александер Мекси не имел отношения к политике.

## Оппозиционер
В 1990 году в Албании начались массовые выступления против однопартийного правления коммунистической АПТ. 12 декабря 1990 на волне протестов была учреждена Демократическая партия Албании (ДПА). Новая партия быстро приобрела широкую популярность программой демократизации и резкими антикоммунистическими лозунгами, хотя её лидеры, прежде всего Сали Бериша, были тесно связаны с элитой коммунистического режима. Одним из её основателей выступил Александер Мекси.

Мы не хотим убивать сторонников социализма. Но мы против того, чтобы дальше строить социализм. 46 лет в Албании и 70 лет в Советском Союзе вполне достаточно, чтобы дать оценку этой идее.

Александер Мекси

На первых многопартийных выборах 31 марта 1991 Александер Мекси был избран депутатом Народного собрания от ДПА. Занимал пост заместителя председателя парламента. Был переизбран на выборах 22 марта 1992, когда победу одержала ДПА.

## Премьер-министр
13 апреля 1992 президент Албании Сали Бериша назначил Александера Мекси премьер-министром в первом посткоммунистическом правительстве Албании. На период премьерства Мекси пришлись кардинальные реформы. Был осуществлён переход от централизованной плановой экономики к рыночному хозяйству, в целом демонтирована командно-административная система, развился частнопредпринимательский сектор. Оборотной стороной явились болезненные социальные последствия, бурный рост финансовых пирамид. В политической сфере утвердилась система многопартийной парламентской демократии. Сам Мекси причислял к главным задачам правительства проведение люстрации и открытие архивов карательных органов. Были привлечены к судебной ответственности организаторы политических репрессий из аппарата АПТ и Сигурими.
Внешнеполитический курс кабинета Мекси ориентировался на отношения с западными странами и союз с Турцией. В 1992 Албания вступила в Совет евро-атлантического партнёрства, в 1994 присоединилась к программе НАТО Партнёрство во имя мира. В югославских войнах придерживалась нейтралитета, но в большей степени поддерживала Хорватию и Республику Босния и Герцеговина в противостоянии с Сербией, СРЮ и сербскими государственными образованиями. Сложными оставались отношения с Грецией. В 1995 году Александр Мекси с официальным визитом посетил Россию и подписал пять межправительственных соглашений с премьер-министром РФ Виктором Черномырдиным.
Премьер-министр подвергался критике со стороны оппозиционной Социалистической партии (СПА), созданной на основе бывшей АПТ. С другой стороны, правые радикалы считали политику Мекси слишком умеренной и недостаточно антикоммунистической. За главой правительства почти открыто вела слежку спецслужба SHIK, директор которой Башким Газидеде, крайний антикоммунист и исламист, подчинялся только президенту Берише. Напрямую замыкался на президента и министр обороны Сафет Жулали.
Несмотря на трудности, Александер Мекси оставался во главе правительства в течение пяти лет. Уйти в отставку он был вынужден во время массовых вооружённых беспорядков 1997, вызванных финансовым кризисом. В результате этих событий к власти пришла СПА.

## Политик
Александер Мекси до 2001 оставался депутатом парламента от ДПА. Затем вернулся к научным исследованиям по истории архитектуры. Выступал также как политической публицист.
В 2009 году Александер Мекси возглавил консервативный блок Полюс свободы. Критикует СПА за наследие ходжаизма, ДПА за авторитаризм и некомпетентность руководства. Выступает за «возрождение идеалов декабря 1990», европейское развитие Албании, против кумовства и коррупции. Однако, несмотря на личный авторитет Мекси, коалиция не добилась успеха на выборах.
Александер Мекси женат, имеет двух сыновей. Владеет английским, французским, итальянским и русским языками.